# Jaroslav Rajzík
Jaroslav Rajzík (3. května 1940, Hradec Králové) je český fotograf, výtvarník a vysokoškolský pedagog. V letech 1987–1990 vedl katedru fotografie na Filmové a televizní fakultě Akademie múzických umění v Praze.

## Zastoupení ve sbírkách
- Muzeum umění a designu Benešov